# そ
そ en hiragana ou ソ en katakana sont deux kanas, caractères japonais qui représentent la même more. Ils sont prononcés /so/ et occupent la 15e place de leur syllabaire respectif, entre せ et た.

## Origine
L'hiragana そ et le katakana ソ proviennent, via les man'yōgana, du kanji 曾.

## Diacritiques
そ et ソ peuvent être diacrités pour former ぞ et ゾ et représenter le son /zo/.

## Romanisation
Selon les systèmes de romanisation Hepburn, Kunrei et Nihon, そ et ソ se romanisent en « so » et ぞ et ゾ en « zo ».

## Tracé
L'hiragana そ s'écrit en un seul trait.

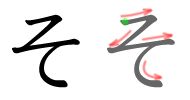
Ordre des traits pour そ.

1. Trait horizontal, de gauche à droite, puis trait diagonal vers la gauche, puis à nouveau horizontal, plus long que le premier et finalement demi-cercle orienté sur la gauche.

Le katakana ソ s'écrit en deux traits.

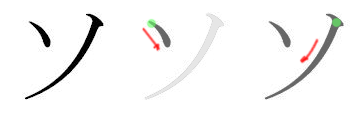
Ordre des traits pour ソ.

1. Petit trait diagonal, de gauche à droite.
2. Trait diagonal, de droite à gauche, tracé de haut en bas.

## Représentation informatique
- Unicode[1],[2] :
  - そ : U+305D
  - ソ : U+30BD
  - ぞ : U+305E
  - ゾ : U+30BE